# Klucz elektrolityczny

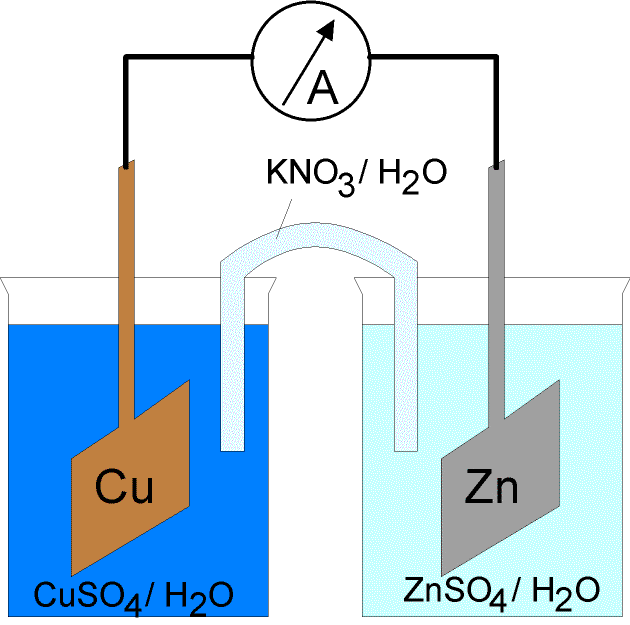
Klucz elektrolityczny z roztworem azotanu potasu

Klucz elektrolityczny – rodzaj półprzepuszczalnej przegrody lub naczynia z elektrolitem spełniający rolę łącznika dwóch półogniw w ogniwie galwanicznym. Klucz elektrolityczny zapewnia przepływ prądu elektrycznego między półogniwami i jednocześnie uniemożliwia mieszanie się elektrolitów wchodzących w skład półogniw.
Klucz elektrolityczny w znacznym stopniu eliminuje niepożądany w pomiarze siły elektromotorycznej wpływ potencjału dyfuzyjnego. Klucze elektrolityczne stanowią też część wielu akumulatorów elektrycznych.
Dla celów pomiarowych stosuje się w laboratoriach klucze w postaci szklanej rurki wygiętej w kształcie litery U, wypełnionej roztworem elektrolitu, z przegrodami porowatymi na końcach. W akumulatorach klucze elektrolityczne występują w najróżniejszych postaciach. Często jest to wprasowana warstwa stałego elektrolitu między dwie warstwy pełniące rolę półogniw.
We wszystkich przypadkach, elektrolit powinien być wykonany z substancji niereagującej z elektrolitem półogniw. W kluczach pomiarowych elektrolit dobiera się tak aby liczba przenoszenia i ruchliwości jego jonów była identyczna z jednym z półogniw.
Czasem spotyka się tłumaczenie z języka angielskiego (kalka językowa) – „mostek solny” (ang. salt bridge).